# Vanessa Taylor
Vanessa Taylor (Boulder, Estados Unidos, 24 de septiembre de 1970) es una guionista estadounidense y productora de televisión conocida por escribir Hope Springs y Divergente, así como por su trabajo como guionista y coproductora ejecutiva en las temporadas dos y tres de Juego de tronos. Fue nominada al Óscar al mejor guion original en la 90.º edición por La forma del agua.

## Infancia y juventud
De niña, Taylor escribió cuentos de hadas. A los doce, Taylor persiguió la actuación y el canto. Asistió al Interlochen Center for the Arts en Míchigan, y luego se unió al The Groundlings durante dos años.: 84 : 57 

## Carrera
Sus trabajos televisivos incluyen Juego de tronos, Gideon's Crossing, Alias (contratada por J. J. Abrams), Everwood (contratada por Greg Berlanti), Tell Me You Love Me, y Cupido. También es cocreadora de Jack & Bobby.
Taylor escribió Hope Springs, una película de 2012 dirigida por David Frankel, con Meryl Streep, Tommy Lee Jones, y Steve Carell. Carell interpretó  al Dr. Feld, un terapeuta matrimonial quién intenta ayudar a una pareja a revivir su relación sin amor después de 31 años de matrimonio.
Fue guionista de la película de 2014 Divergente. También fue guionista de la película de romance y fantasía La forma del agua, junto con su director, Guillermo del Toro.
En 2017, fue anunciado un reinicio en vivo de la película de Disney Aladdín, contando con Vanessa Taylor como guionista de la película junto a John August y Guy Ritchie como director.

## Filmografía

### Guiones de cine
| Año  | Título                 | Crédito | Notas                                                    |
| ---- | ---------------------- | ------- | -------------------------------------------------------- |
| 2009 | The Amazing Mrs. Novak | Guion   | Película de televisión                                   |
| 2012 | Hope Springs           | Guion   |                                                          |
| 2014 | Divergente             | Guion   | Con Evan Daugherty, basada en la novela de Veronica Roth |
| 2017 | La forma del agua      | Guion   | Con Guillermo del Toro                                   |
| 2019 | Aladdin                | Guion   | Con John August y Tipo Ritchie                           |

### Producción
| Año  | Espectáculo         | Función                              | Notas            |
| ---- | ------------------- | ------------------------------------ | ---------------- |
| 2001 | Alias               | Coproductora                         | Temporada 1      |
| 2002 | Everwood            | Productora Supervisora de producción | Temporada 1 y 2  |
| 2003 | Everwood            | Productora Supervisora de producción | Temporada 1 y 2  |
| 2004 | Everwood            | Productora Supervisora de producción | Temporada 1 y 2  |
| 2004 | Jack & Bobby        | Cocreadora, coproductora ejecutiva   | Temporada 1      |
| 2005 | Jack & Bobby        | Cocreadora, coproductora ejecutiva   | Temporada 1      |
| 2007 | Tell Me You Love Me | Productora consultora                | Temporada 1      |
| 2012 | Juego de tronos     | Coproductora ejecutiva               | Temporadas 2 y 3 |
| 2013 | Juego de tronos     | Coproductora ejecutiva               | Temporadas 2 y 3 |

### Guiones de series de televisión
| Año       | Serie               | Temporada |
| --------- | ------------------- | --------- |
| 1998      | Cupido              | 1         |
| 2000      | Gideon's Crossing   |           |
| 2001      | Alias               | 1         |
| 2002-2004 | Everwood            | 1 y 2     |
| 2005      | Jack & Bobby        | 1         |
| 2007      | Tell Me You Love Me | 1         |
| 2012-2013 | Juego de tronos     | 2 y 3     |

## Premios y distinciones
Óscar
| Año  | Categoría            | Película          | Resultado |
| ---- | -------------------- | ----------------- | --------- |
| 2018 | Mejor guion original | La forma del agua | Nominado  |

Vanessa Taylor fue nominada al Emmy a mejor serie dramática por Juego de tronos en 2012 y 2013. También fue nominada al Premio WGA a mejor serie dramática en 2013 por Juego de tronos. En 2012 estuvo nominada al WIN Outstanding Writer Award a Película o espectáculo destacado escrito por una mujer por Hope Springs.
Junto a su coguionista y director de La forma del agua, Guillermo del Toro, fue honrada con el 2017 PEN Center USA Screenplay Award en el 27º Annual Literary Awards Festival.
También fue nominada al Premio Saturn al mejor guion.